# Encarnação (bairro de Lisboa)
O Bairro da Encarnação é um bairro localizado no extremo nordeste da cidade de Lisboa. Na altura da sua construção, em 1938, ocupava quase na totalidade a área delimitada pela estrada Lisboa-Sacavém (actual 2º Circular), pela Avenida de Berlim e pela estrada de Moscavide. Hoje em dia, está integrado na freguesia dos Olivais. É um dos exemplos da aplicação da teoria urbanística da Cidade-Jardim em Portugal, tal como os bairros da Serafina, Caselas e Madre de Deus, também em Lisboa, o Bairro Marechal Gomes da Costa, no Porto, e o Bairro Norton de Matos, em Coimbra.

## Planificação do bairro

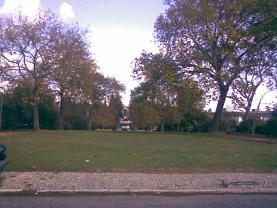
Alameda da Encarnação.

### Redes de circulação
O bairro da Encarnação tem três artérias de circulação principais: uma alameda principal (Alameda da Encarnação) e duas alamedas secundárias, uma a norte e a outra a este. Estas três vias delimitam, de uma maneira geral, o bairro; duas artérias rasgadas unem as três alamedas de forma a que a deslocação no bairro se faça ordeira e rapidamente. Na medida em que o bairro da Encarnação está integrado no programa dos Novos Bairros, levado a cabo por Duarte Pacheco, onde era suposto construir bairros de casas económicas, era imperativo gastar a menor quantia de dinheiro possível. Dessa forma, no traçado das redes de circulação, as vias tiveram de se adaptar ao relevo e não o contrário; pode observar-se bem esse aspecto na alameda principal, que não é completamente linear desde a parte inferior até ao topo, onde se situa a igreja.

### Habitação

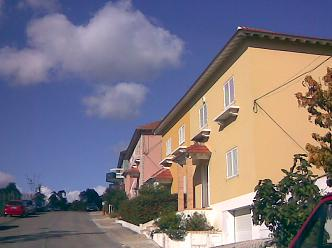
Casas típicas do bairro da Encarnação.

As zonas do bairro estão muito bem definidas. No que diz respeito à habitação, pode dizer-se que o bairro é constituído por casas geminadas unifamiliares que variavam de tamanho dependendo da sua localização; ao longo das vias de circulação principais estavam as casas maiores (Tipo 3), à medida que se avança para o interior do bairro as casas ficam mais pequenas (Tipo 1 e Tipo 2).
Na Encarnação optou-se por construir apenas vivendas e não prédios. Isto deve-se à tentativa de incutir na mentalidade dos moradores um aspeto de ruralidade parcial. Pelo facto de o bairro ser bastante grande essa noção fundia-se de certa forma com alguma urbanicidade que advinha do gigantismo da obra, daí a necessidade de existirem casas pequenas.
As casas de Tipo 1 têm três assoalhas e são as mais pequenas do bairro, sendo as mais baratas das três tipologias de habitação da Encarnação. As casas de Tipo 2 têm quatro assoalhadas e têm um tamanho intermédio. Situam-se em zonas interiores do bairro, mas não tão interiores como as casas do Tipo 1. No que diz respeito à renda, tem também um valor intermédio, superior às do Tipo 1 e inferior às do Tipo 3. As casas de Tipo 3 têm cinco assoalhas e são as maiores do bairro. Situam-se junto das principais vias de circulação, ou seja, ao longo das alamedas e junto das artérias rasgadas. A renda destas a casas é a mais alta.

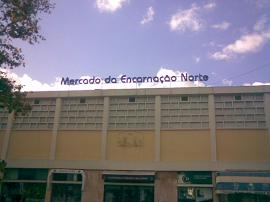
Mercado da Encarnação Norte.

### Equipamentos
A zona de equipamentos do Bairro da Encarnação ocupa cerca de 10-15% da área total do mesmo. Para não fugir à regra, a distribuição dos vários edificios seguiu uma simetria. Desta forma, ao fundo da alameda principal encontra-se o quartel dos bombeiros. No cimo da mesma alameda, bastante centrada, a Igreja da Encarnação. Ao lado da igreja fica a escola primária. No cimo das alamedas secundárias encontra-se um mercado, assim cada lado do bairro é abastecido por um mercado. Em redor dos mercados há estabelecimentos
de comércio. Pode-se concluir que a distribuição destes equipamentos tem uma lógica por de trás, assim escola , igreja e bombeiros são de rápido acesso para qualquer hatibante do bairro.

### Espaços verdes
A zona dedicada aos espaços livres do Bairro da Encarnação ocupa cerca de 20-25% da área total. Situam-se principalmente junto às alamedas e, inicialmente, onde hoje são os Olivais. Estes espaços tinham uma grande importância, pois era a única "ocupação dos tempo livres" das pessoas para além da igreja, e como o bairro estava bastante isolado, era o único local de lazer.